# Trachischium fuscum
Trachischium fuscum (чорночеревий вуж-червоїд) — вид змій родини полозових (Colubridae). Мешкає в Південній Азії.

## Опис
Довжина змії Trachischium fuscum становить 51 см, враховуючи хвіст довжиною 6 см. Верхня частина тіла чорна або темно-коричнева, поцяткована світлими поздовжніми смугами. Спинні луски формують 13 рядів. У самців по боках в анальній області є кілеподібні луски. Нижня частина тіла чорна або темно-коричнева.

## Поширення і екологія
Чорночереві вужі-червоїди мешкають в Гімалаях, на території Індії (північ Західного Бенгалу, Уттаракханду, Сіккіму, Ассаму і східного Аруначал-Прадешу), східного і центрального Непалу та Бутану. Вони живуть у вологих гірських помірних лісах, під камінням і серед опалого листя, на висоті від 950 до 2590 м над рівнем моря. Ведуть напівриючий спосіб життя.